# Чайниця
Чайниця — предмет чайного посуду (посудина, банка), ємність для зберігання сухого чаю.
Слово «чайниця» («чайница») зафіксовано багатьма словниками російської мови, проте не вживається у повсякденному мовленні.

## У Європі
Чайниці в Європі з'явилися спочатку як порцелянові посудини, в яких імпортували чай з Китаю. У XVIII сторіччі, коли споживання чаю було розкішшю, чайниці найчастіше виготовляли з дорогих матеріалів: в обробці застосовувалися срібло, слонова кістка, панцирі черепах. До 1780-х років, коли чай став доступнішим, розмір чайниць збільшився, в Англії чайниця перетворилася на дерев'яну скриньку із замком, усередині якої був виділений об'єм для чаю зі своєю кришкою і розміщували скляні посудини для змішування чаю і цукру (цукорниця була більшою).

## Галерея

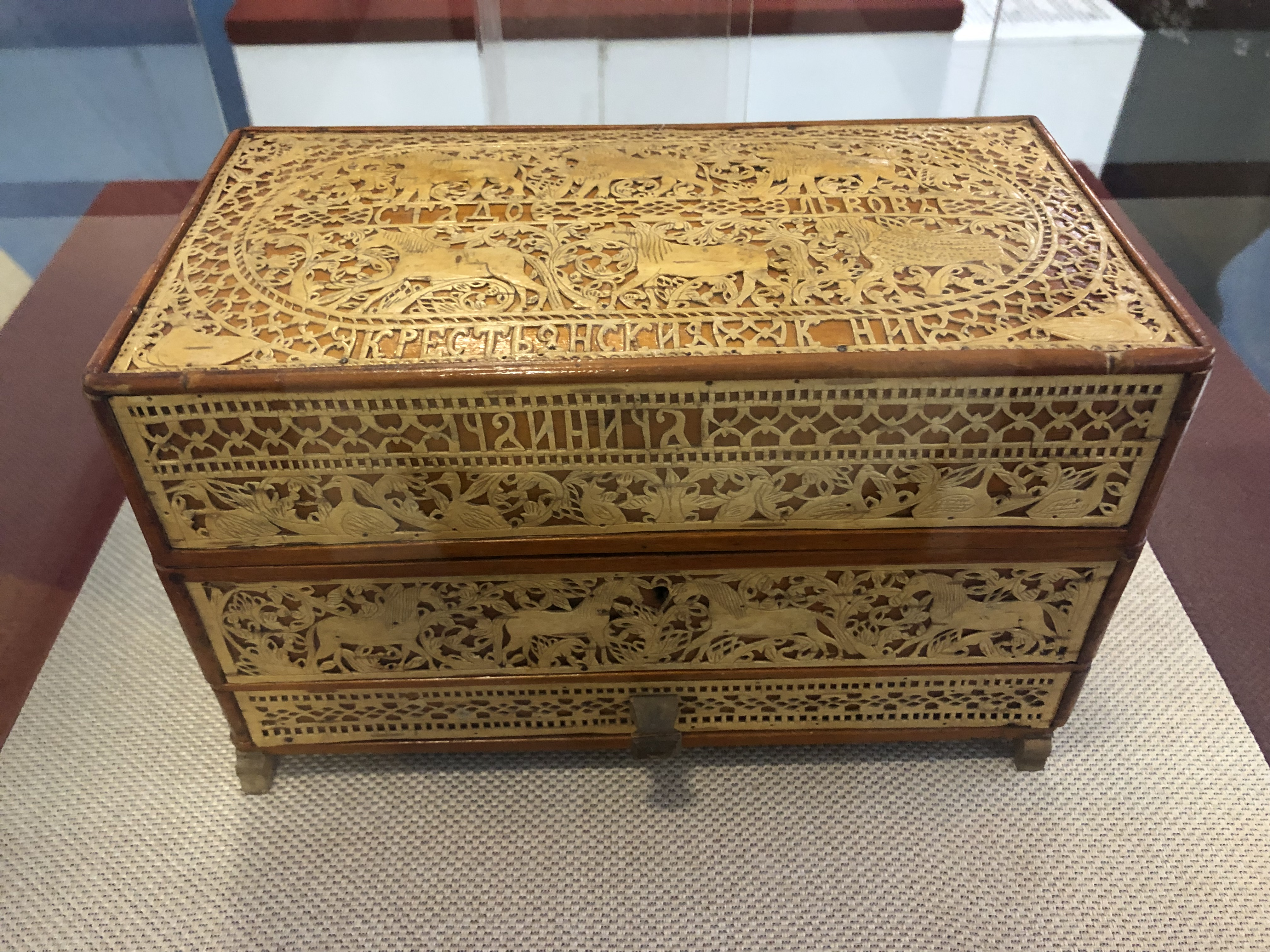
Чайниця, остання чверть ХІХ ст.
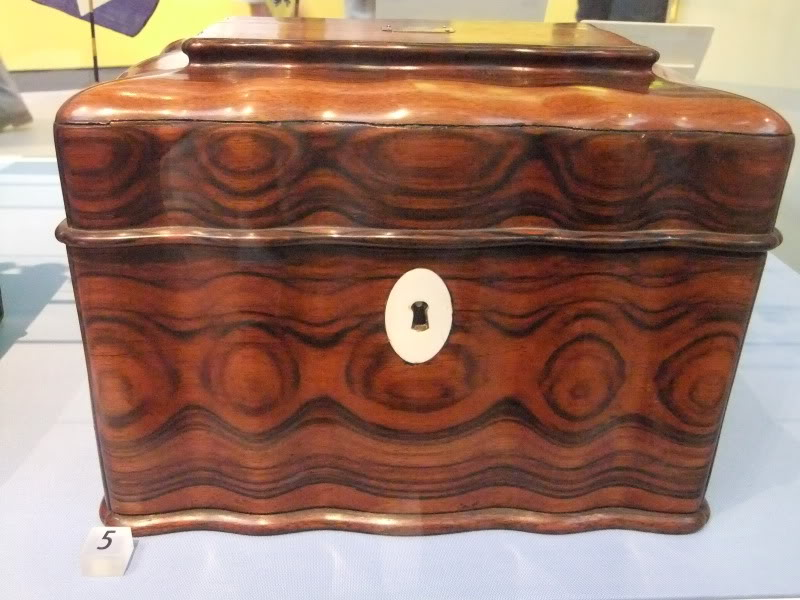
Дерев'яна чайниця зі зборів Музею Ліверпуля.
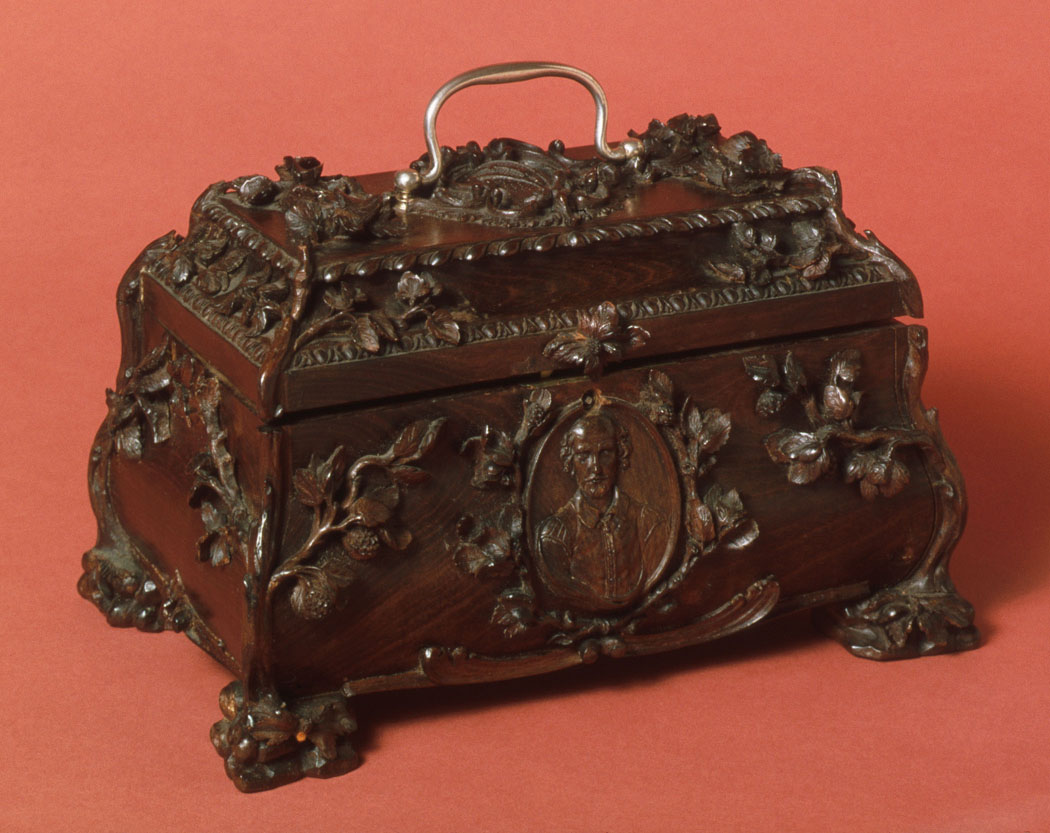
Дерев'яна чайниця зі срібною ручкою та вигравіруваним портретом Шекспіра, Англія, XVIII-XIX ст., із зібрання шекспірівської бібліотеки Фолджера
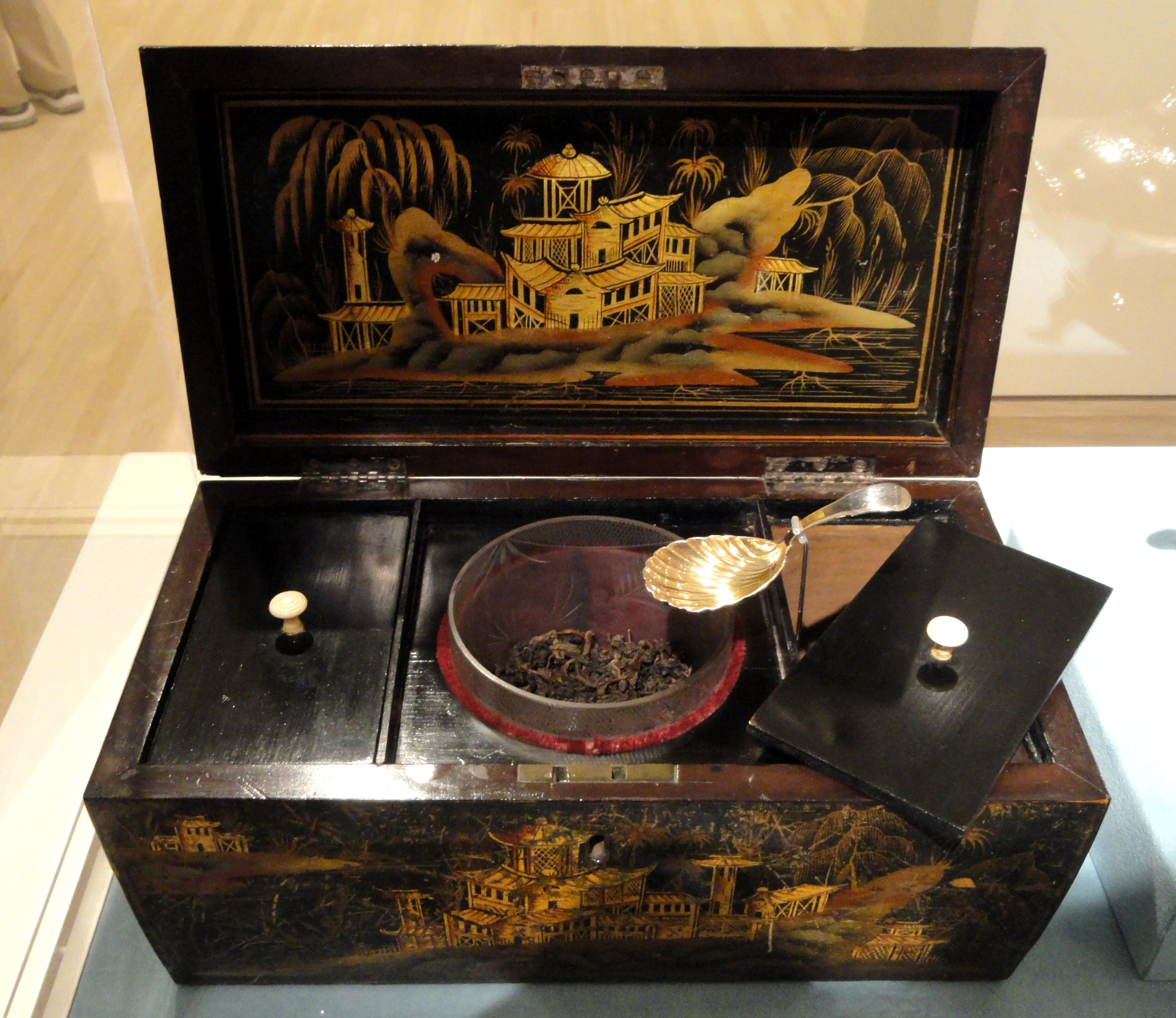
Китайська чайниця кінця XVIII ст., із зібрання Індіанаполіського художнього музею
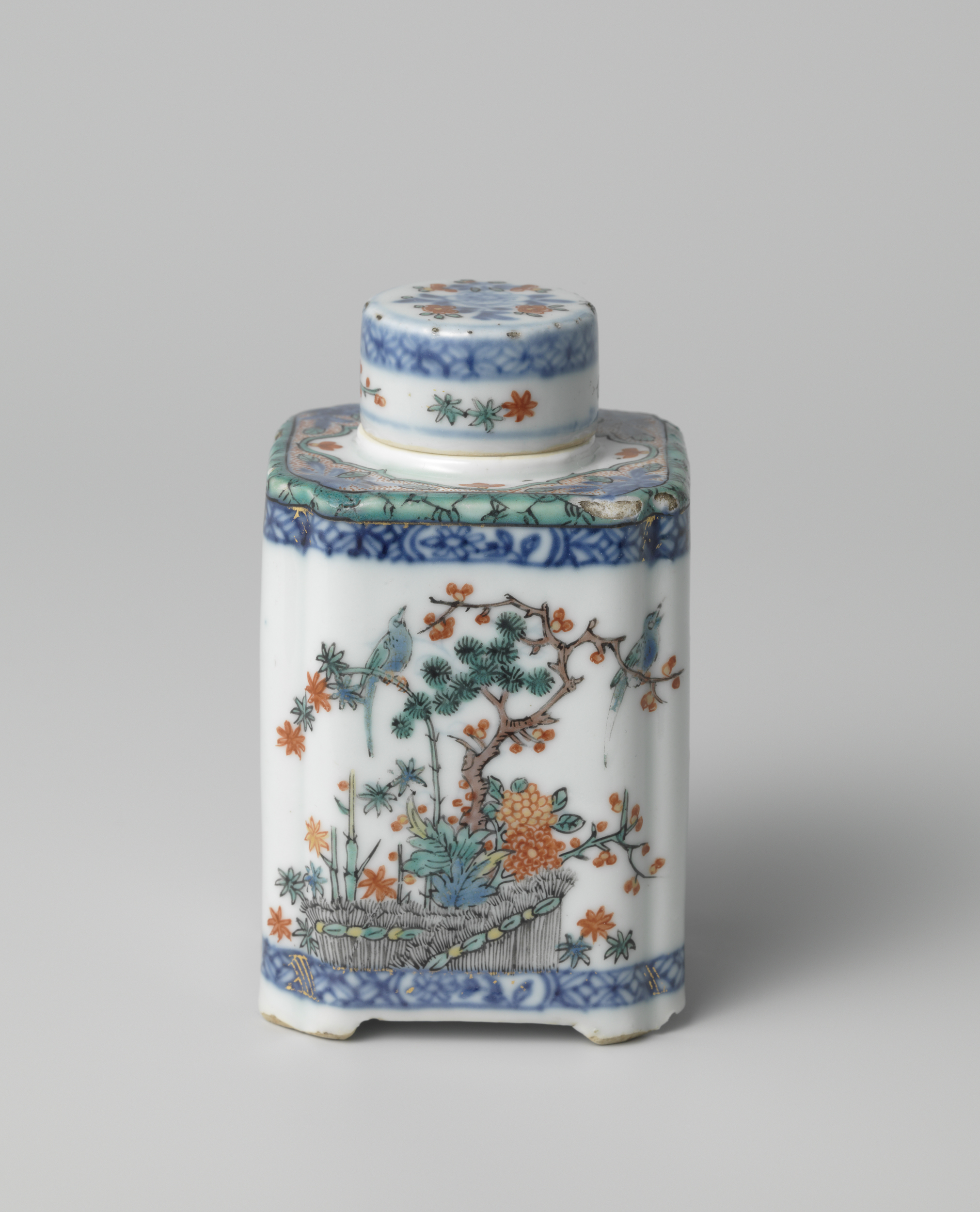
Порцелянова чайниця, 1740-1760-і рр., Китай, з експозиції Рейксмюсеуму
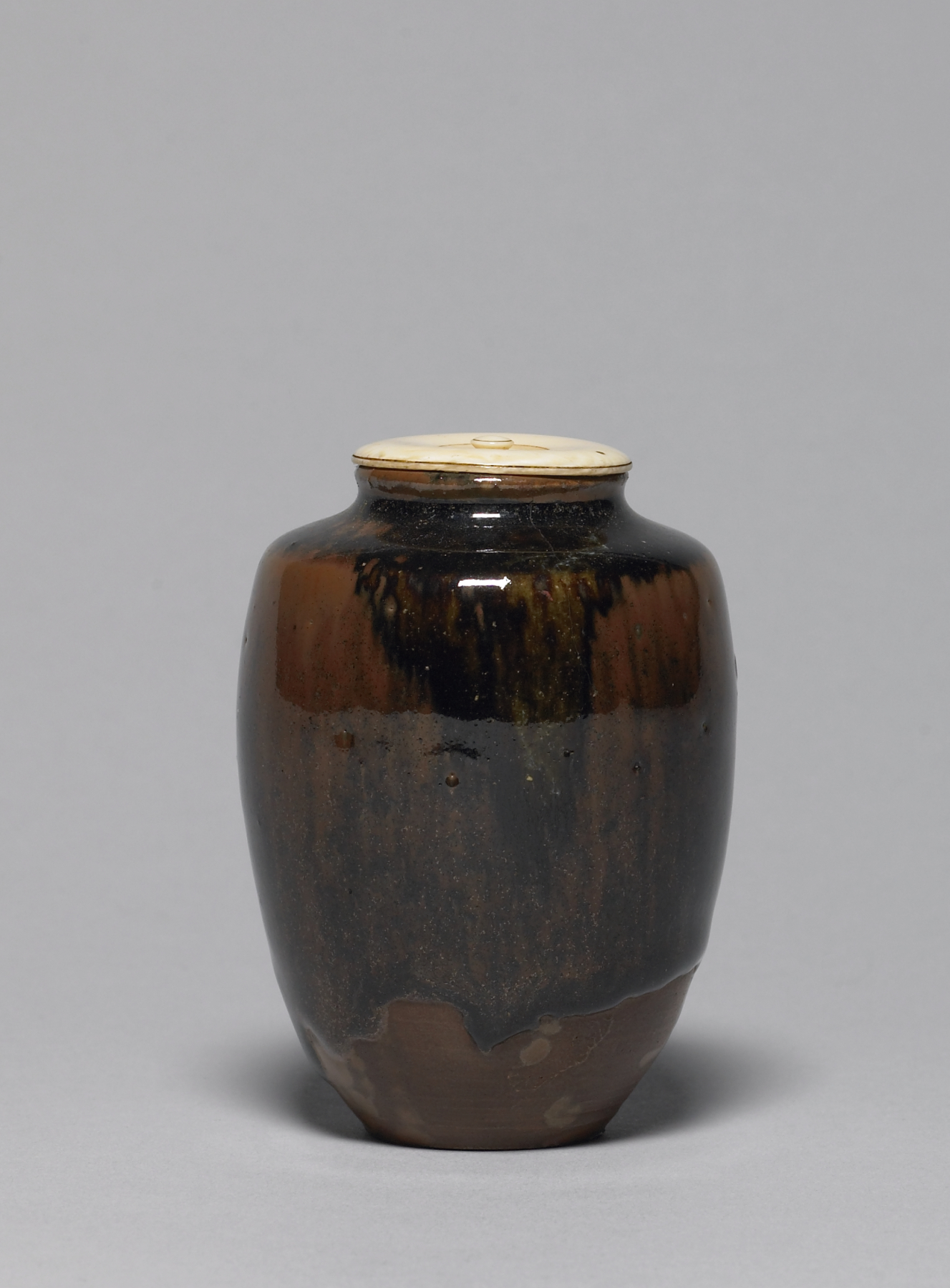
Тяїрі
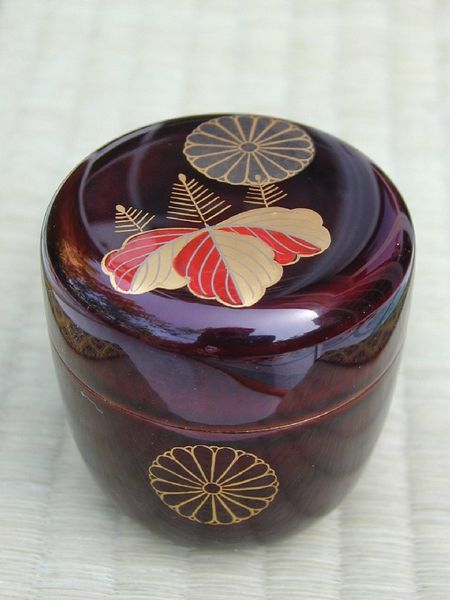
Нацуме (японські чайниці)